# Lill-Gåstjärnen, Hälsingland
Lill-Gåstjärnen är en sjö i Hudiksvalls kommun i Hälsingland och ingår i Nianåns huvudavrinningsområde.